# Olivier Gourmet
Olivier Gourmet (n. 22 de julio de 1963, Namur, Bélgica) es un actor de cine y televisión belga con una amplia trayectoria artística.

## Biografía
Nieto de un carpintero, Olivier Gourmet creció en Mirwart, una villa belga en la que su padre era ganadero y su madre gerente de un hotel-restaurante familiar. A los 13 años fue enviado al internado, una experiencia infeliz que lo llevó a estar encerrado en sí mismo. Fue allí donde comenzó a actuar cuando reemplazó a un compañero de clase a corto plazo en la obra de la escuela y descubrió un talento para la mímica y la comedia. Más tarde estuvo dividido entre las carreras de periodismo deportivo y comediante. Optó por la actuación y la comedia y asistió al Conservatorio de Lieja, donde ganó el primer premio en tan solo dos años.
En 1996 consiguió su primer papel importante en la película de los hermanos Dardenne La Promesse. Desde entonces, Gourmet ha aparecido en cada película de los hermanos. Su actuación en su película El hijo le valió le valió un premio del jurado de Cannes por su actuación en 2002. Recibió en premio de la crítica en el Festival de Cannes en 2011, y en 2012 fue nominado en 11 categorías en los Premios César.
Entre las cintas donde ha aparecido figuran El hijo (2002), The Minister (2011), The Scent of Mandarin (2015), Come What May (2009), Mr. Chocolate (2015), El niño de la bicicleta (2011), SK1 (2014), The Promise (1996), La chica desconocida (2016), Rosetta (1999), Le silence de Lorna (2008), Vénus noire (2010), El niño (2005), The Night Watchman (2015), Lee mis labios (2001), Violette (2013), entre muchos otros títulos.

## Premios y distinciones
Festival Internacional de Cine de Cannes
| Año  | Categoría   | Película | Resultado |
| ---- | ----------- | -------- | --------- |
| 2002 | Mejor Actor | El hijo  | Ganador   |